# Viau (Metro Montreal)

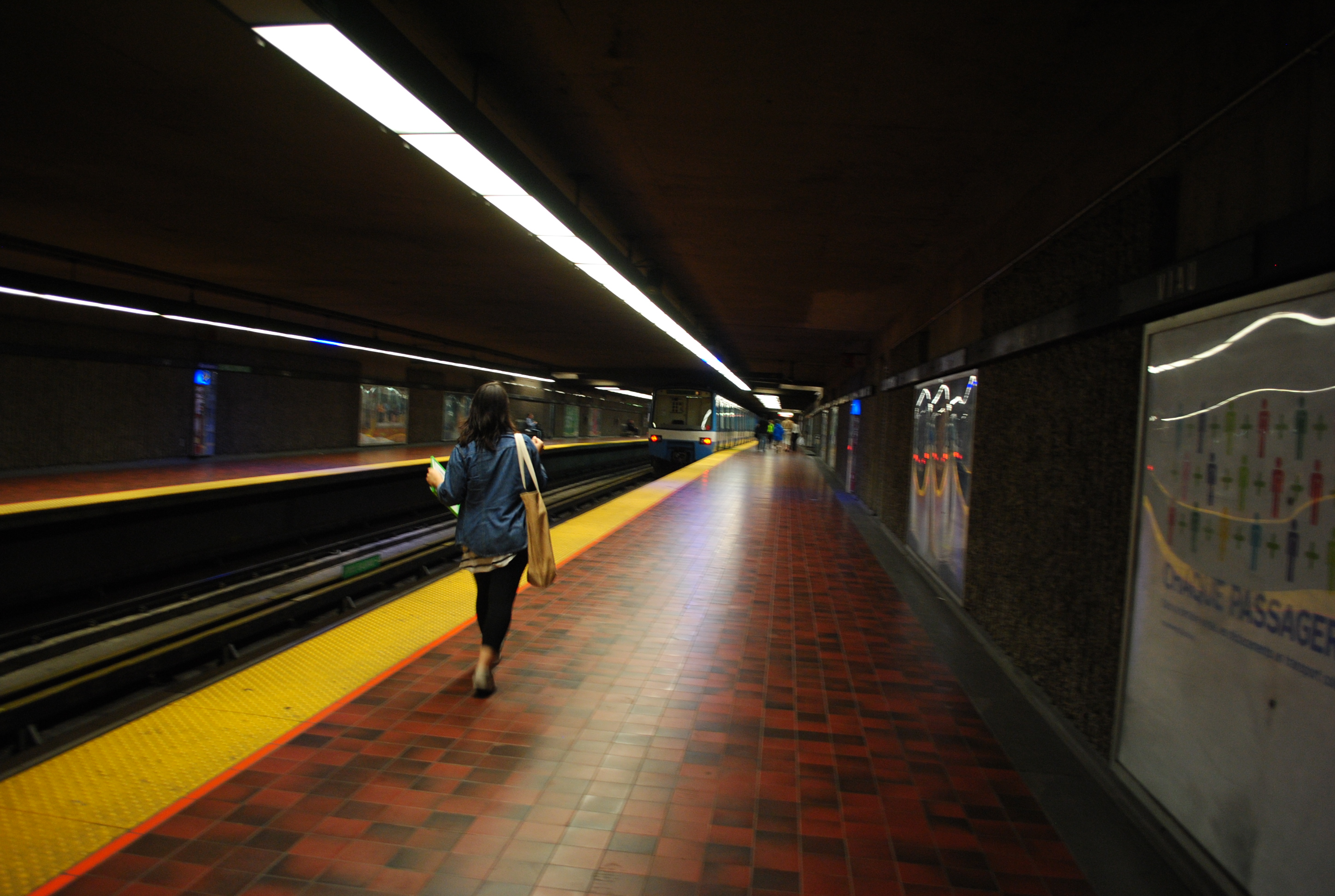
Blick auf die Bahnsteige

Viau ist eine U-Bahn-Station in Montreal. Sie befindet sich im Arrondissement Mercier–Hochelaga-Maisonneuve an der Kreuzung von Boulevard Viau und Avenue Pierre-de-Coubertin. Hier verkehren Züge der grünen Linie 1. Im Jahr 2019 nutzten 2.862.620 Fahrgäste die Station, was dem 43. Rang unter den insgesamt 68 Stationen der Metro Montreal entspricht.

## Bauwerk

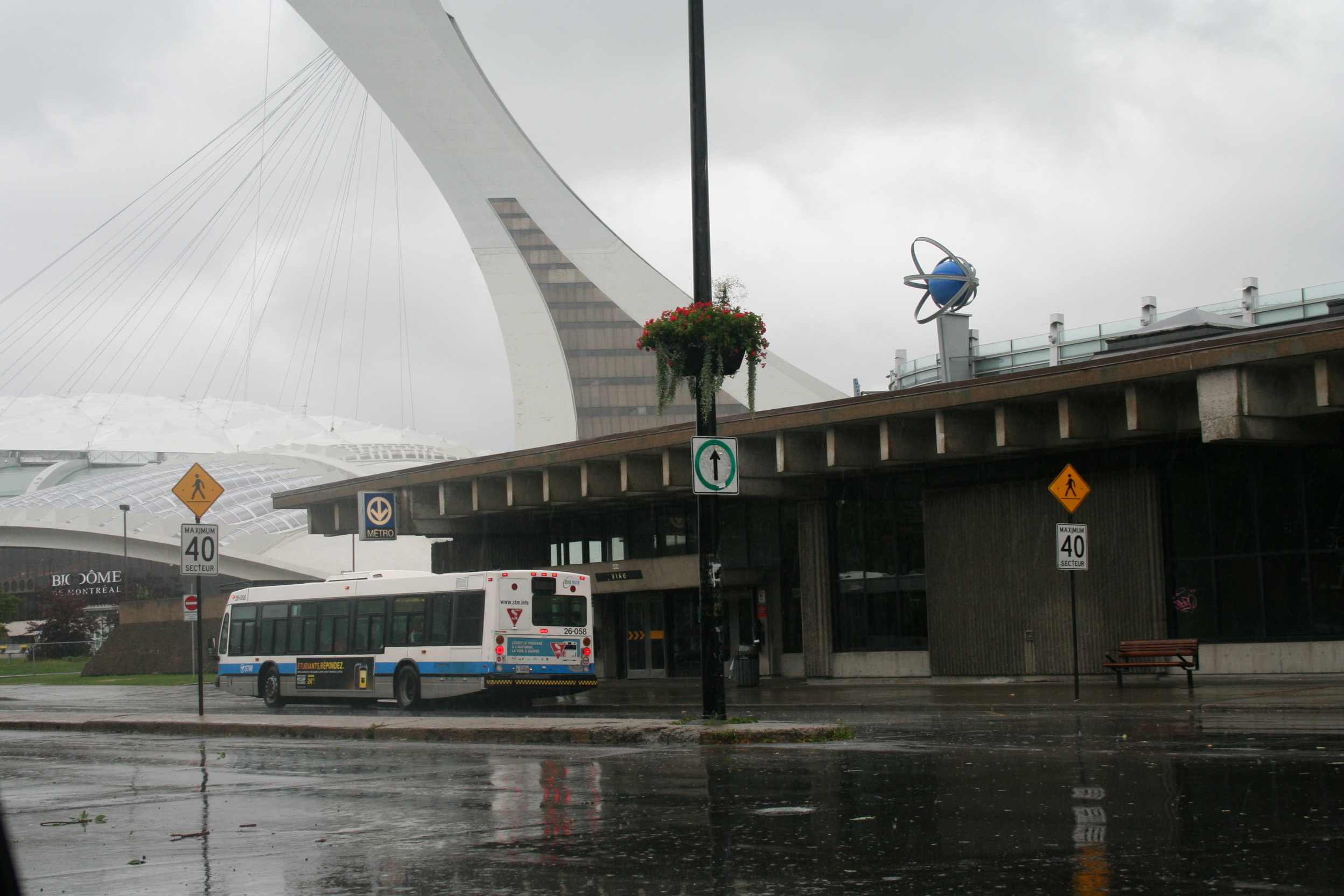
Eingangspavillon, im Hintergrund der Turm des Olympiastadions

Die von Irving Sager entworfene Station entstand in offener Bauweise. Es herrscht eine nüchterne, funktionale Gestaltung vor. Die Wände bestehen aus dunkelgrauem Beton und sind mit vertikalen Rippen strukturiert. Es gibt keine Verteilerebene; Treppen und Rolltreppen führen direkt in den geräumigen Eingangspavillon. Oberlichter lassen das Tageslicht durchscheinen.
In 4,6 Metern Tiefe befindet sich die Bahnsteigebene mit zwei Seitenbahnsteigen. Die Entfernungen zu den benachbarten Stationen, jeweils von Stationsende zu Stationsanfang gemessen, betragen 621,85 Meter bis Pie-IX und 895,87 Meter bis Assomption. Es bestehen Anschlüsse zu vier Buslinien und zwei Nachtbuslinien der Société de transport de Montréal. Sehenswürdigkeiten in der Nähe sind das Olympiastadion, das Umweltmuseum Biodôme Montréal (die frühere olympische Radrennbahn), das Centre Pierre-Charbonneau, die Aréna Maurice-Richard und das Stade Saputo. Die Anlagen im Olympiapark werden auch durch die benachbarte Station Pie-IX erschlossen.

## Kunst

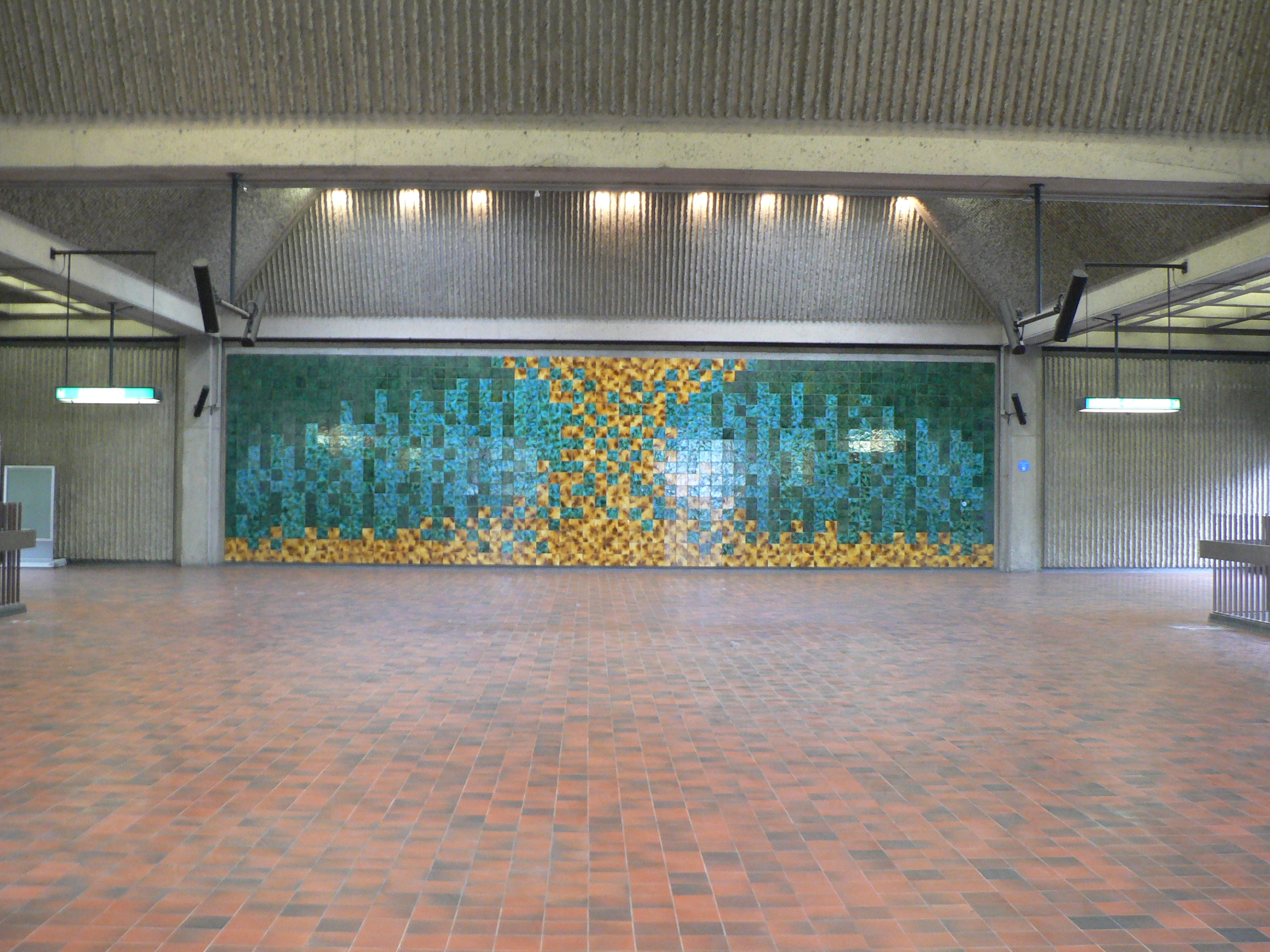
Opus 74

Ein 13,5 Meter breites und 3,6 Meter hohes Wandbild ziert die östliche Innenseite des Eingangspavillons. Das Werk Opus 74 von Jean-Paul Mousseau besteht aus Fliesen in Türkis- und Goldtönen. Es stellt auf abstrakte Weise den Turm des nahe gelegenen Olympiastadions dar, kann aber auch als olympische Flamme interpretiert werden.

## Geschichte
Die Eröffnung der Station erfolgte am 6. Juni 1976, sechs Wochen vor Beginn der Olympischen Sommerspiele 1976, zusammen mit dem Teilstück Frontenac–Honoré-Beaugrand der grünen Linie. Namensgeber ist der Boulevard Viau, benannt nach Charles-Théodore Viau (1843–1898). Er besaß in der Nähe eine Keksfabrik und war ein bedeutender Philanthrop.